# بجيلة (الحديدة)

تعديل مصدري - تعديل

بجيله هي إحدى قرى مديرية الزهرة، التابعة لمحافظة الحديدة اليمنية، بلغ تعداد سكانها 3107 نسمة حسب الإحصاء الذي أجري عام 2004.